# Крус, Ригоберто
Ригобе́рто Крус Аргуэ́льо (исп. Rigoberto Cruz Argüello, более известный как Па́бло Убе́да (Pablo Úbeda); 5 января 1941, Ла-Либертад, Никарагуа — 27 августа 1967 года, район Панкасан, Матагальпа) — известный деятель никарагуанского партизанского и революционного движения, один из основателей Сандинистского фронта национального освобождения (СФНО).
Погиб в бою, попав в засаду Национальной гвардии Никарагуа в районе холма Панкасан, расположенном в горах Матагальпы.

## Биография
Его самым известным псевдонимом был «Пабло Убеда», также был известен как «Эль Кадехо из Лас-Сеговии» из-за его хорошего знания этого региона и способности к быстрой мобилизации. Кроме того, одной из его наиболее признанных черт была способность к маскировке и гримированию в разведке.
В молодости работал учителем.
23 июля 1961 года был в числе 10 создателей СФНО.
С 1963 года вёл партизанскую деятельность.
В 1967 году СФНО решил выделить большую часть своих кадров для партизанских действий в горах в центральной горной области Никарагуа. Стратегия заключалась в том, чтобы создать несколько партизанских очагов в сельской местности (в частности, горы Матагальпы были выбраны из-за их стратегического положения и давней истории партизанской войны в этой местности), а затем распространить вооруженную борьбу в города. Одним из активистов этой деятельности был Р. Крус. Началась его работа по сформированию социально-политической базы в крестьянстве региона.
В конце августа 1967 года в районе горы Панкасан развернулись активные боевые действия.

27 августа специальное подразделение Национальной гвардии обнаружило отряд под командованием одного из основателей СФНО Сильвио Майорги, устроила засаду и в ходе почти суточного боя уничтожило почти всех его членов (около 50). Среди погибших был и Р. Крус.

## Память
Вскоре именем Р. Круса был назван Северо-восточный фронт СФНО (фронт имени Пабло Убеды), действовавший в департаментах Чонталес и Рио-Сан-Хуан. Особенно успешно фронт действовал во время последнего наступления против диктатуры Сомосы (в 1978 и 1979 годах).
После победы революции 19 июля 1979 года специальные войска Министерства внутренних дел, созданные для борьбы с оперативными группами контрас были названы в его честь «войсками Пабло Убеды» (Tropas Pablo Úbeda, TPU).